# Лима (Аржентина)
Лѝма (на испански: Lima) е град в източна Аржентина, част от провинция Буенос Айрес. Населението му е около 10 219 души (2010).
Разположен е на 25 метра надморска височина в Лаплатската низина, на 6 метра от десния бряг на ръкава Парана де лас Палмас и на 100 километра северозападно от центъра на Буенос Айрес. Селището възниква около 1885 година, когато в района е построена железопътна линия и започва по-активното усвояване на земите, като получава името на местната земевладелка Хуста Лима. През 1974 година на брега на Парана де лас Палмас е открита АЕЦ „Атуча“.